# Chassy, Cher
Chassy är en kommun i departementet Cher i regionen Centre-Val de Loire i de centrala delarna av Frankrike. Kommunen ligger  i kantonen Baugy som tillhör arrondissementet Bourges. År 2022 hade Chassy 234 invånare.

## Befolkningsutveckling
Antalet invånare i kommunen Chassy
Referens:INSEE